# Groenlabus thulensis
Groenlabus thulensis är en stekelart som beskrevs av Jussila 2006. Groenlabus thulensis ingår i släktet Groenlabus och familjen brokparasitsteklar. Inga underarter finns listade i Catalogue of Life.